# Douglas Point

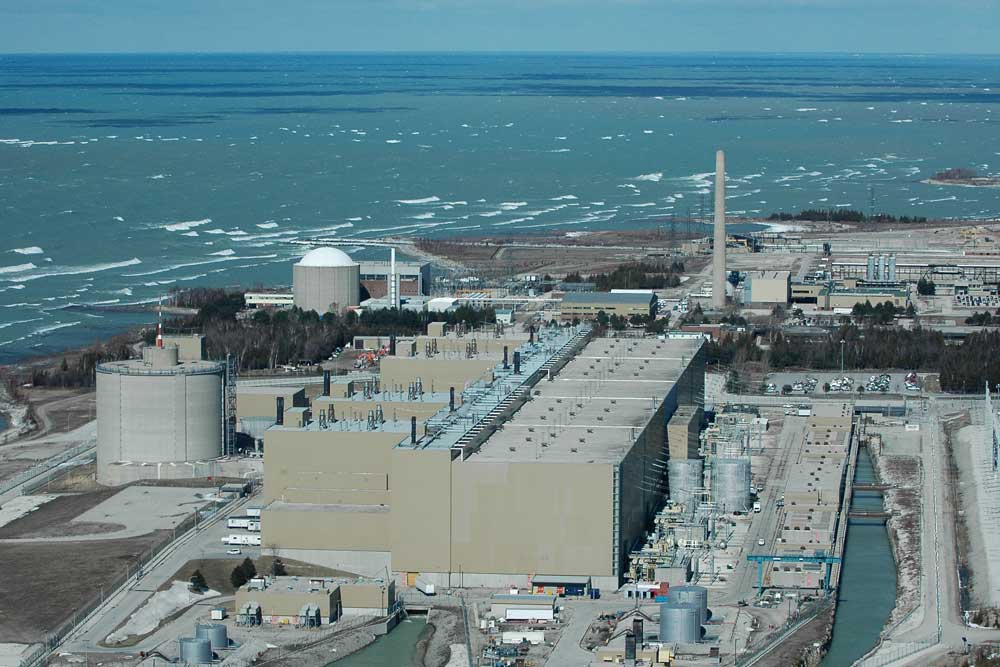
Aerial photo of the Bruce Nuclear Generating Station near Kincardine Ontario.

Douglas Point fue el segundo reactor CANDU PHWR construido, después del éxito del Nuclear Power Demonstrator (NPD). Constaba de una única unidad de 220 MWe, que se cerró temporalmente y que ya no está operativa. Se encuentra adyacente a la Bruce Nuclear Generating Station, y es similar a las unidades CANDU vendidas a la India y Pakistán.
Douglas Point entró en servicio en 1968 y estuvo en funcionamiento hasta 1984. Proporcionó una valiosa experiencia tanto para la construcción como para el funcionamiento de los siguientes reactores Pickering. Como característica única entre los reactores CANDU, Douglas Point tiene una ventana rellena de aceite que permite la observación directa de la cara Este del reactor, incluso durante su funcionamiento a plena potencia.
El plazo de construcción de Douglas Point fue en algún modo objeto de controversia. Inicialmente, el reactor NPD debía ser una unidad de prueba de los conceptos que debía suministrar la experiencia a los operadores. No obstante, la decisión de construir Douglas Point se tomó antes de que el reactor NPD estuviera operativo, lo que contradecía este argumento.
La planta de Douglas Point inicialmente debía ser una estación de dos unidades, pero el éxito de las mayores unidades de 515 MWe de Pickering convirtieron en obsoleto el tipo Douglas Point por lo que no se construyeron más unidades.